# Masque anti-reconnaissance faciale

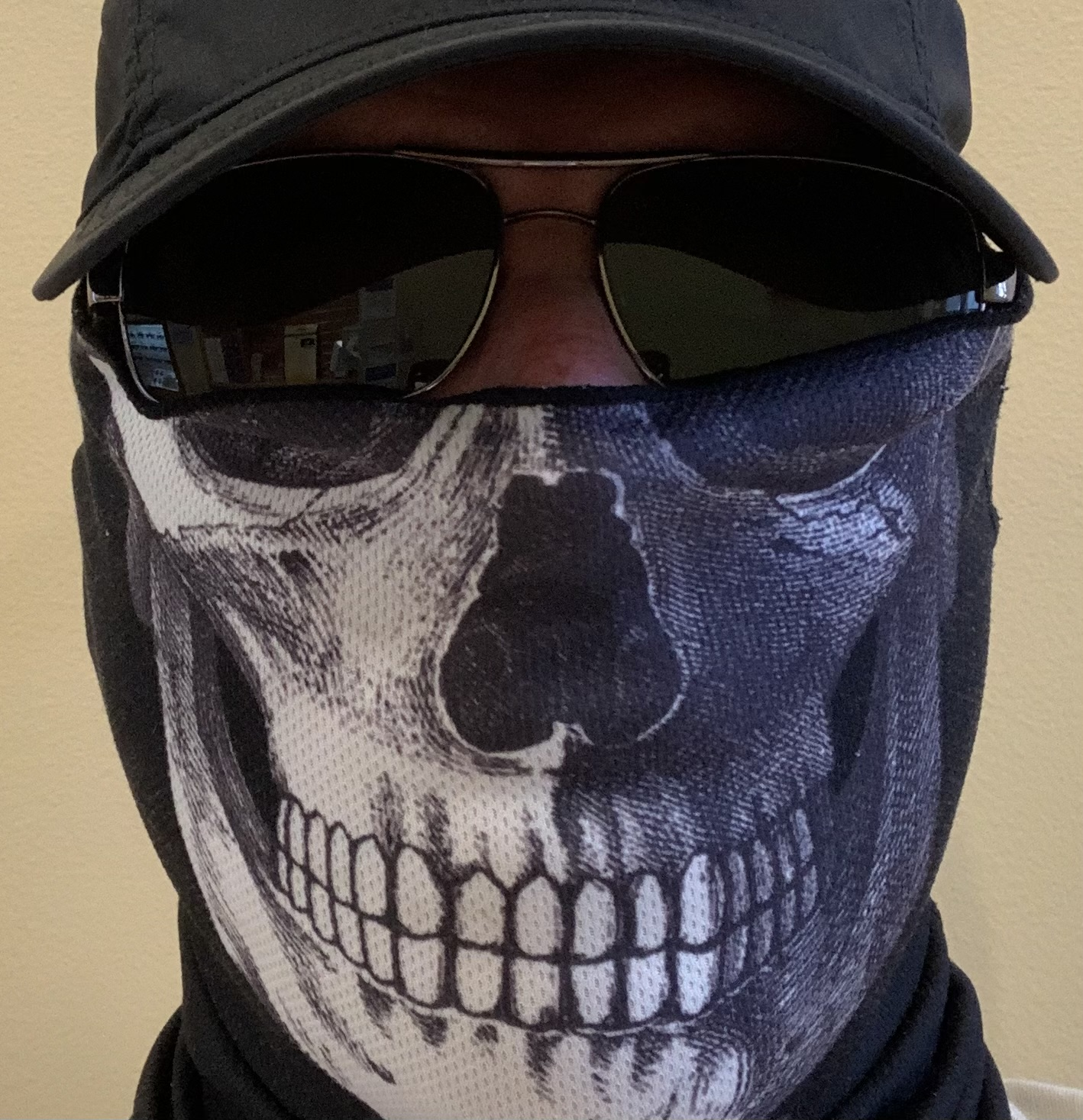
Personne portant un masque, une paire de lunettes et une casquette.

Un masque anti-reconnaissance faciale est un masque qui peut être porté pour confondre les logiciels de reconnaissance faciale. Ce type de masque est conçu pour déjouer la surveillance des personnes en confondant les données biométriques. Il existe de nombreux types de masques utilisés pour tromper la technologie de reconnaissance faciale.
Une méthode peu technologique consiste simplement à porter un masque sur la bouche, ainsi que des lunettes de soleil et un couvre-chef. Un autre type de masque anti-reconnaissance faciale consiste à couvrir le visage de manière asymétrique. D'autres modèles utilisent des visages tridimensionnels pour couvrir le visage du porteur. Certains masques sont de haute technologie ; par exemple, des scientifiques de l'université Fudan en Chine tentent de créer un masque qui projette des points sur le visage de la personne qui le porte afin de brouiller la technologie.

## Généralités
De nombreux gouvernements utilisent des logiciels de reconnaissance faciale pour suivre et identifier les personnes à l'aide de la biométrie,. Les logiciels de reconnaissance faciale sont complexes et la technologie utilise la télévision en circuit fermé pour capturer les images. De nombreux pays utilisent une technologie bidimensionnelle pour identifier les personnes. Cette technologie consiste à prendre une image du visage d'une personne et à la faire correspondre à des bases de données. En général, la technologie mesure la distance entre les points du visage d'une personne. La reconnaissance faciale tridimensionnelle utilisant l'infrarouge existe également. Les développeurs de la reconnaissance faciale ont réalisé que les oreilles sont tout aussi uniques que les visages, c'est pourquoi une technologie est en cours de développement pour identifier les personnes par leurs oreilles.
De nombreux gouvernements conservent des bases de données de photos faciales provenant de cartes d'identité émises par le gouvernement, de photos d'arrestation et de surveillance. La Chine a mis en place un système de surveillance de masse (en). Les États-Unis et le Royaume-Uni utilisent cette technologie pour aider la police à procéder à des arrestations. Sydney et Delhi sont deux des villes les plus surveillées.Des entreprises récupèrent également des images de visages sur des sites web tels que YouTube et Facebook, et les vendent à des agences gouvernementales. En 2020, la société Clearview AI a vendu trois milliards de photos extraites de sites web à la police et à d'autres organismes chargés de l'application de la loi.
En 2019, des manifestants à Hong Kong tentent de cacher leur visage aux caméras de vidéosurveillance à l'aide de masques. L'utilisation de la surveillance de haute technologie dans les pays du monde entier pour surveiller les manifestations et identifier les participants conduit à l'utilisation de masques anti-reconnaissance faciale pour contrecarrer la surveillance. L'utilisation du masque peut protéger les manifestants de la technologie de reconnaissance faciale afin que la police ne puisse pas les suivre et les intimider.

## Conception
Certains concepteurs de masques ont appris que l'asymétrie est un bon moyen de concevoir un masque anti-reconnaissance faciale. Le problème d'un masque asymétrique est qu'il peut attirer l'attention en raison de son apparence étrange. Selon CNN, « les déguisements obtenus ressemblent à des taches amorphes et colorées ». Des personnes ont également utilisé de la « peinture faciale anti-reconnaissance faciale » pour tromper la technologie.. Il est également possible de créer un masque avec moins de technologie, en utilisant uniquement un masque et des lunettes.
Un artiste londonien, Zach Blas (en), crée des masques en utilisant les données de nombreux visages différents et sa société propose une « Facial Weaponization Suite » (en français : suite d'armement facial). Un autre artiste, Leo Selvaggio, propose de distribuer un masque représentant le visage d'une seule personne et de faire croire au logiciel qu'une personne se trouve à plusieurs endroits différents en même temps,. Leo Selvaggio a commencé à vendre un masque tridimensionnel de son propre visage et le journal The Guardian a déclaré que « ce masque pourrait faire de Selvaggio l'homme le plus recherché sur terre, bien qu'accusé à tort ». Il a baptisé sa société « URME Surveillance » (prononcé You Are Me ce qui signifie en français : Vous êtes moi).
À l'université Fudan, en Chine, des scientifiques travaillent sur un masque qui projetterait des points sur le visage d'une personne à l'aide de diodes électroluminescentes infrarouges (LED) fixées à l'intérieur de la casquette de base-ball du porteur. L'artiste allemand Adam Harvey a proposé « Hyperface », qui tromperait le logiciel de reconnaissance faciale en imprimant de nombreux visages sur les vêtements d'une personne afin d'embrouiller la technologie. Son projet est connu sous le nom de Computer Vision Dazzle,.
Une créatrice polonaise, Ewa Nowak, a créé un bijou de visage appelé « Incognito » : trois plaques de laiton sont fixées au visage du porteur et reliées par un fil.  Ewa Nowak a déclaré que le produit « [dévie] le logiciel utilisé pour vous suivre à la trace ». Le maquillage est également utilisé pour tromper le logiciel : cette méthode de faible technicité utilise un maquillage asymétrique sur le visage. Cette méthode est connue sous le nom de « maquillage anti-surveillance »,.